# Rectopis
Rectopis là một chi bướm đêm thuộc họ Geometridae.